# Len Adleman

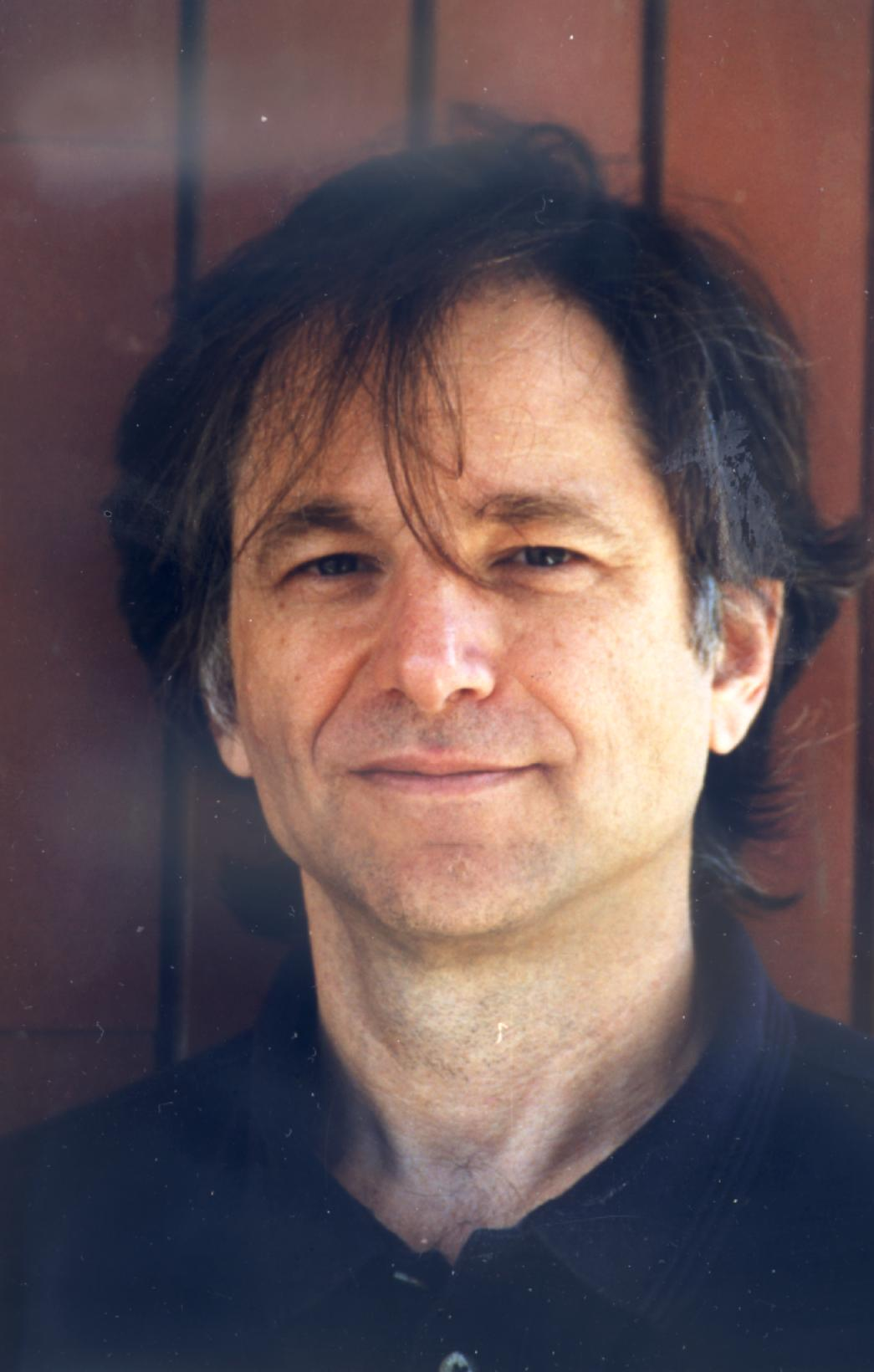
Len Adleman

Leonard Max (Len) Adleman (San Francisco, 31 december 1945) is een Amerikaanse hoogleraar informatica en moleculaire biologie aan de University of Southern California.
Hij is bekend als een van de uitvinders van het RSA (Rivest-Shamir-Adleman) versleutelingssysteem in 1977. RSA is wereldwijd veelgebruikt in beveiligingssystemen en digitale handtekeningen.
Adleman groeide op in San Francisco en studeerde af aan de University of California, Berkeley, als licentiaat wiskunde in 1968. Hij behaalde zijn doctoraat Elektrotechniek-Informatica in 1976.
In 1994, beschreef hij in de verhandeling Molecular Computation of Solutions To Combinatorial Problems het experimenteel gebruik van DNA-computing.
Voor zijn bijdrage aan het RSA versleutelingsysteem, ontving Adleman in 2002 de Turing Award samen met Ron Rivest en Adi Shamir.